# Darius Arya
Darius Arya (Buffalo, 24 febbraio 1971) è un archeologo e antropologo statunitense di origini persiane (iraniane).

## Biografia
È nato a Buffalo, nello Stato di New York, da una famiglia di immigrati in America provenienti dall'Iran. Cresciuto a Huntington, nella Virginia Occidentale, ha studiato e si è diplomato alla Phillips Exeter Academy, nel New Hampshire, nel 1989 e presso l'Università della Pennsylvania nel 1993. Ha studiato anche in Italia, a Roma, nell'ambito del programma di laurea ICCS Research Master (Master of Arts), mentre nel 2002 ha conseguito un Ph.D presso l'Università del Texas a Austin. 
Specializzato nella storia romana di età imperiale, ha insegnato negli Stati Uniti e in Italia e ha partecipato a vari scavi archeologici. Svolge anche un'attività documentaristica incentrata sulla storia e l'archeologia, tra cui la serie Under Italy, andata in onda su Rai 5 in otto puntate nel 2016  e in sei puntate nella seconda stagione del 2019. Per la sua attività documentaristica e di divulgazione ha ricevuto il premio Shorty Social Good Awards.
Vive con la famiglia a Roma, dove, insieme all'architetto Tom Rankin, è uno dei fondatori dell'American Institute for Roman Culture, del quale è collaboratore e direttore esecutivo.